# Horizonte aparente
Na relatividade geral, um horizonte aparente é uma superfície que é a fronteira entre os raios de luz que são direcionados para fora e se movem para fora e os que são direcionados para fora, mas se movem para dentro.
Os horizontes aparentes não são propriedades invariáveis do espaço-tempo e, em particular, são distintos dos horizontes de eventos. Dentro de um horizonte aparente, a luz não se move para fora; isso está em contraste com o horizonte de eventos. Em um espaço-tempo dinâmico, pode haver raios de luz externos a um horizonte aparente (mas ainda internos ao horizonte de eventos). Um horizonte aparente é uma noção local do limite de um buraco negro, enquanto um horizonte de eventos é uma noção global.
A noção de horizonte na relatividade geral é sutil e depende de sutis distinções.

## Definição
A noção de um "horizonte aparente" começa com a noção de uma superfície nula aprisionada. Uma superfície (compacta, orientável, semelhante a um espaço) sempre tem duas direções normais independentes apontando para frente no tempo, semelhantes à luz. Por exemplo, uma esfera (semelhante ao espaço) no espaço de Minkowski tem vetores semelhantes à luz apontando para dentro e para fora ao longo da direção radial. No espaço euclidiano (isto é, plano e não afetado por efeitos gravitacionais), os vetores normais semelhantes à luz que apontam para dentro convergem, enquanto os vetores normais semelhantes à luz que apontam para fora divergem. Pode, no entanto, acontecer que os vetores normais semelhantes à luz, apontando para dentro e para fora, converjam. Nesse caso, a superfície é chamada de presa. O horizonte aparente é a mais externa de todas as superfícies aprisionadas, também chamada de "superfície aprisionada externa marginalmente" (MOTS).

## Diferenças do horizonte de eventos (absoluto)
No contexto dos buracos negros, o termo horizonte de eventos refere-se quase exclusivamente à noção de "horizonte absoluto". Muita confusão parece surgir em relação às diferenças entre um horizonte aparente e um horizonte de eventos. Em geral, os dois não precisam ser iguais. Por exemplo, no caso de um buraco negro perturbado, o horizonte de eventos e o horizonte aparente geralmente não coincidem enquanto um dos horizontes flutua.
Os horizontes de eventos podem, em princípio, surgir e evoluir em regiões exatamente planas do espaço-tempo, sem buracos negros no interior, se uma casca fina e esfericamente simétrica de matéria estiver colapsando em um espaço-tempo de vácuo. O exterior da casca é uma porção do espaço de Schwarzschild e o interior da casca oca é exatamente o espaço plano de Minkowski. Bob Geroch apontou que se todas as estrelas na Via Láctea se agregarem gradualmente em direção ao Centro Galáctico, mantendo suas distâncias proporcionais umas das outras, todas cairão dentro de seu raio de Schwarzschild conjunto muito antes de serem forçadas a colidir.
Na imagem simples do colapso estelar levando à formação de um buraco negro, um horizonte de eventos se forma antes de um horizonte aparente. À medida que o buraco negro se estabiliza, os dois horizontes se aproximam e se tornam assintoticamente a mesma superfície. Se a condição de curvatura nula {\displaystyle R_{\mu \nu }\ell ^{\mu }\ell ^{\nu }\geqslant 0} (onde {\displaystyle R_{\mu \nu }} denota o tensor de Ricci e {\displaystyle \ell ^{\mu }} um vetor nulo) é satisfeita, então o horizonte aparente está localizado dentro do horizonte de eventos. A emissão de radiação Hawking viola a condição de energia fraca e nula. Neste caso, uma seção do horizonte aparente está localizada fora do horizonte de eventos.
Horizontes aparentes dependem do "corte" de um espaço-tempo. Ou seja, a localização e até a existência de um horizonte aparente dependem da forma como o espaço-tempo é dividido em espaço e tempo. Por exemplo, é possível fatiar a geometria de Schwarzschild de forma que não haja horizonte aparente, nunca, apesar do fato de que certamente existe um horizonte de eventos.